# Штайнтор (Анклам)
Штайнтор (нем. Steintor) — средневековые каменные ворота в городе Анклам в округе Передняя Померания-Грайфсвальд в земле Мекленбург-Передняя Померания в Германии. Памятник архитектуры, в настоящее время здесь находится городской музей. По своему типу подобная башня называется Тортурм (Torturm).

## История
Высокая каменная башня с воротами появилась в Анкламе в XIII веке. Это единственные сохранившиеся до настоящего времени ворота старого города. В XX веке их изображение стало символом Анклама. С 1989 года после обширных реставрационных работ с 1989 года здесь находится краеведческий музей. Это самые высокая башня с воротами в Померании, имеющая фронтон в стиле ступенчатый щипец.
Скорее всего каменные ворота были построены около 1250 года на небольшом холме. В 1404 году Штайнтор впервые упоминаются в городской книге. Высокая кирпичная башня в стиле готики имеет высоту 32 метра. Ранее городские стены имели шесть ворот, но пять из них не сохранились. В XVI веке внешние подступы к Штайнтор прикрывали ров и крепостной вал.
До конца XIX века ворота использовались в качестве городской тюрьмы.
К 1846 году ради удобства движения были снесены все средневековые ворота. То же самое хотели сделать и со Штайнтором. Но памятник средневековой архитектуры спасла позиция мэра. другие оставшиеся городские ворота. Перед этими воротами в 1853 году состоялась и последняя в городе казнь.

## Музей Штайнтор
Краеведческий музей существует в здании с 1927 года. Это самый старый из музеев округа Передняя Померания-Грайфсвальд. Первые инициативы по созданию местного музея связывают с позицией учителей муниципальной средней школы и относят к 1900 году. Фактически первые экспонаты для музейной появились в 1907 году, когда городской магистрат купил историческую коллекцию одного из банкиров города. В последующем подобные покупки совершались неоднократно. В частности, в 1925 году была приобретена копия самолёта Отто Лилиенталя, родившегося в Анкламе .
Долгое время экспонаты хранились в здании ратуши. В годы Второй мировой войны коллекции артефактов был причинён значительный ущерб. Лишь в 1972 году музею было предоставлено здание на улице Эльбогенштрассе (в настоящее время здесь располагается Музей Отто Лилиенталя).
Предложения о размещении городского музея в здании каменных ворот звучали с начала XX века. Но лишь в 1989 году эта идея была воплощена в реальность. По случаю 725-летия города краеведческая экспозиция расположилась в Штайнтор.

## Галерея
- Вид ворот Штайнтор
- Коллекция ювелирных украшений из музея
- Помещение с экспозицией внутри башни
- Штайнтор на открытке 1900 года